# Bathyscaphe
Pour l’article ayant un titre homophone, voir  Bathyscaf.

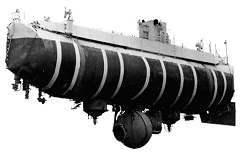
Le bathyscaphe Trieste.

Un bathyscaphe est un engin sous-marin d'exploration des abysses.

## Liminaire
En service de 1948 à 1982, les bathyscaphes ont été alors les seuls engins capables d'atteindre les plus grandes profondeurs (−10 916 mètres, dans la fosse des Mariannes, le 23 janvier 1960). Jusqu'au début  des années 2010, seuls des engins télécommandés (ROV), tel le Nereus, sont alors capables d'atteindre de tels endroits. Inventé par le professeur Auguste Piccard, et perfectionné par son fils Jacques Piccard, un bathyscaphe est constitué d'une lourde cabine sphérique en acier, pouvant accueillir deux ou trois passagers, suspendue à un flotteur rempli d'essence légère qui compense le poids de l'ensemble selon le principe d'Archimède. Le bathyscaphe descend par gravité et remonte en lâchant du lest.
En raison de leur taille et de leur poids, les bathyscaphes ne pouvaient être embarqués et devaient être remorqués par leur navire d'accompagnement. Ils ont été remplacés par des sous-marins plus petits et plus maniables (sphère en acier à haute limite élastique ou en alliage de titane et flotteur en composite).
Le mot bathyscaphe, inventé par le professeur Piccard en 1946, vient du grec bathus (profond) et de skaphos (barque). Antérieurement, le professeur Piccard avait utilisé le mot thalassosphère pour nommer son invention.

## Records
23 janvier 1960, 13 h 6 : le bathyscaphe USS Trieste atteint la profondeur record de 37 800 pieds (11 521 mètres), valeur des indicateurs internes. Cette valeur a plus tard été corrigée et ramenée à environ 35 800 pieds (10 916 mètres dans la fosse des Mariannes).

## Description
L'habitacle, réduit au minimum pour minimiser le poids tout en étant capable de résister aux très fortes pressions abyssales (1 000 bars à 10 000 m) est constitué d'une sphère en acier d'un diamètre intérieur d'environ deux mètres et d'une épaisseur de neuf à quinze centimètres suivant la profondeur opérationnelle maximale. Le flotteur, construit en acier et en aluminium, contient une essence plus légère que l'eau. Pour éviter son écrasement durant la plongée, le flotteur est ouvert dans sa partie basse pour équilibrer les pressions interne et externe. De ce fait, la structure est relativement légère. L'essence a été choisie parce qu'économique et liquide, alors que les gaz sont trop compressibles pour une plongée très profonde. Des silos en forme d'entonnoirs ouverts à leur extrémité inférieure contiennent de la grenaille de fonte servant de lest. En régime normal l'écoulement de grenaille est bloqué par le champ magnétique produit par des électro-aimants. Les volumes d'essence et de grenaille sont ajustés pour que le bathyscaphe en immersion ait un poids nul. En surface, des ballasts remplis d'air assurent sa flottaison.

## Fonctionnement
Contrairement au sous-marin militaire, conçu pour se déplacer sur le plan horizontal et pour équilibrer en plongée son poids avec la poussée d’Archimède, le bathyscaphe est pratiquement dépourvu de propulsion (il n'est doté que de petites hélices actionnées par des moteurs de faible puissance) et descend en immersion, étant « plus lourd que l'eau »[pas clair].
Pour amorcer la descente, les ballasts sont purgés de leur air et se remplissent d'eau de mer, ce qui a pour effet d'augmenter le poids de l'engin (qui devient ainsi supérieur à la poussée d'Archimède). Au cours de la descente l'essence du flotteur se comprime, ce qui diminue la flottabilité ; l'alourdissement résultant est alors compensé par un largage équivalent de lest, commandé par la coupure du courant électrique alimentant les électro-aimants.
Sur le fond les hélices de manœuvre permettent de petits déplacements.
Pour remonter, on largue du lest.
Ce dispositif de largage par coupure de courant agit dans le sens de la sécurité puisqu'en cas de défaillance électrique le bathyscaphe ne peut ainsi que s'alléger et remonter.
Fonctionnement du bathyscaphe :

Fonctionnement du bathyscaphe.

- Le bathyscaphe flotte et se prépare à la plongée.
- Le bathyscaphe augmente son poids en remplaçant le volume des ballasts par de l'eau de mer. Il descend car la poussée d'Archimède est inférieure au poids.
- Le bathyscaphe est posé sur le fond. La poussée d'Archimède est égale ou légèrement inférieure au poids.
- Le bathyscaphe lâche du lest et remonte. La poussée d'Archimède est supérieure au poids.

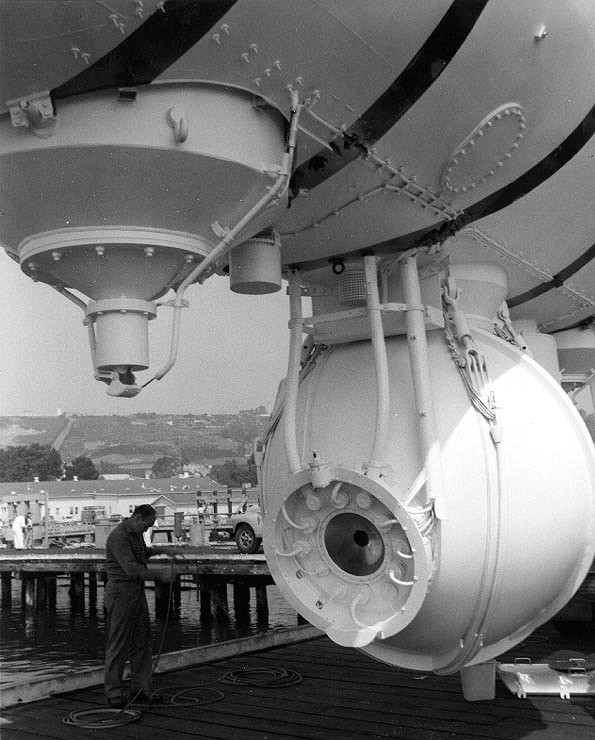
Sphère du Trieste fabriquée à Terni en Italie. On peut remarquer le hublot et, tout autour, les douze sorties pour les câbles électriques et les tuyaux hydrauliques; en haut à gauche, l'extrémité inférieure d'un silo à grenaille avec sa commande électromagnétique.

## Les différents bathyscaphes
| Bathyscaphe | Années de service | Constructeur                              | Utilisateur                                   | Profondeur accessible                          | Déplacement           |
| FNRS-2      | 1948              | FNRS (Belgique)                           | Auguste Piccard (Suisse)                      | 4 000 m                                        | 40 tonnes             |
| FNRS-3      | 1954-1961         | FNRS (Belgique) Marine nationale (France) | Marine nationale et CNRS (France)             | 4 000 m                                        | 90 tonnes             |
| Trieste     | 1954-1964         | Auguste Piccard (Italie, Suisse)          | Auguste et Jacques Piccard (Suisse) US Navy   | sphère Terni : 4 000 m sphère Krupp : 11 000 m | 125 tonnes 150 tonnes |
| Archimède   | 1961-1974         | Marine nationale (France)                 | Marine nationale et CNRS puis CNEXO (1969-74) | 11 000 m                                       | 200 tonnes            |
| Trieste II  | 1964-1966         | US Navy                                   | US Navy                                       | première version : 4 000 m                     | 200 tonnes            |
|             | 1966-1983         | US Navy                                   | US Navy                                       | dernière version : 6 000 m                     | 300 tonnes            |

### LeFNRS-2
Entre les deux guerres mondiales, la course aux grands fonds et aux fortes altitudes démarre. Sous l’eau, le 15 août 1934, l’américain Beebe atteint 908 mètres de profondeur dans une sphère d’un mètre quarante-cinq de diamètre pendue au bout d’un câble d’acier. Cette minuscule sphère, la Bathysphère, contenait deux passagers ; la vie de l’équipage ne tenait qu’au bon vouloir du câble à rester intact, ce qui était un pari des plus audacieux.
Dans les airs, le professeur suisse Auguste Piccard atteint le 18 août 1932 l’altitude de 16 900 mètres à bord d’un ballon stratosphérique, le FNRS-1. Ce ballon avait été nommé ainsi car sa construction avait été financée par le Fonds National de la Recherche Scientifique belge. Après ce record, le FNRS-1 fut exposé en 1935 à l’exposition universelle de Chicago, pendu au-dessus de la Bathysphère de Beebe. L’idée de construire un dirigeable sous-marin sur le modèle du FNRS 1 prit corps et, en 1937, le FNRS belge accorda à Auguste Piccard un crédit de 25 000 $ pour construire un tel engin, capable d’aller jusqu’à 4 000 mètres de profondeur. Cet engin prit naturellement le nom de FNRS 2.
Après une interruption due à la Seconde Guerre mondiale, le professeur suisse Auguste Piccard de l'université de Bruxelles reprend ses travaux sur un engin d'exploration abyssale. En 1948, il conçoit son premier bathyscaphe et le baptise FNRS-2 en reconnaissance envers le Fonds National de la Recherche Scientifique, organisme belge qui l'a toujours soutenu. Les fonds, suffisants pour un premier submersible, ne permettent pas la construction d'un bathyscaphe élaboré. Le FNRS-2 n'a pas de puits d'accès pour l'équipage depuis la surface et le flotteur, réduit à la fonction d'enveloppe à essence, n'a pas la structure adaptée pour un remorquage en haute mer.
La sphère, composée de deux hémisphères, a été coulée puis tournée aux Usines Émile Henricot (Belgique). Elle pèse 11 tonnes et résiste à une immersion de 4 000 mètres. Son diamètre intérieur est de 2 mètres. Son épaisseur est de 9 centimètres portée à 15 centimètres près des deux hublots. Ces derniers sont tronconiques et fabriqués en polyméthacrylate de méthyle. Le flotteur est constitué de sept réservoirs totalisant 30 m3 d'essence, protégés par une carène en tôle de fer d'un millimètre d'épaisseur. Le bathyscaphe est assemblé à Anvers (Belgique) par la « Mercantile Marine Engineering Cie ».
Sans avoir été testé, le FNRS-2 embarque pour Dakar (Sénégal) où la Marine nationale française prête son concours, puis il est dirigé vers les îles du Cap-Vert au large desquelles vont être réalisés les essais. Une première plongée à 25 mètres va rapidement montrer les limites des choix qui ont été faits. Les premiers passagers (Auguste Piccard et l'académicien Théodore Monod) sont enfermés dans la sphère alors que le bathyscaphe est encore à bord du Scaldis, son bâtiment support. Le FNRS-2 est mis à flot puis commence la longue et délicate manœuvre du remplissage des réservoirs à essence. Après une plongée effective d'un quart d'heure, il faut exécuter les manœuvres inverses. Les passagers ne sont libérés qu'au bout de douze heures. Le second essai, réalisé quelques jours plus tard sans passager, envoie le submersible à 1 380 mètres de profondeur en automatique, sans présence humaine à bord. Au retour, la mer qui a changé ne permet pas les manœuvres d'embarquement. C'est avec un flotteur définitivement endommagé que le bathyscaphe fut remorqué jusqu'à la côte puis remonté à bord et termina cette campagne d'essais.
Selon l'ingénieur général de l'Armement Gérald Boisrayon, « l’expédition de 1948 avait donc été un fiasco, principalement parce qu’Auguste Piccard n‘avait pas compris que la mer n’est pas la stratosphère et que l’environnement y est beaucoup plus rude ». Le concept du bathyscaphe ne devra sa survie qu'à la détermination du professeur Piccard et à l'intérêt que lui porteront quelques officiers de la Marine nationale française.

### LeFNRS-3
Pendant les mois qui suivent les plongées du FNRS-2, l'avenir du bathyscaphe est incertain. Le flotteur est détruit, la sphère est entreposée à Toulon (France). En octobre 1950, une convention est signée entre le Fonds national de la recherche scientifique belge (FNRS), propriétaire de la sphère, et la Marine nationale française : le FNRS contribuera au financement d'un nouveau bathyscaphe qui sera construit à l'arsenal de Toulon et qui, après trois plongées profondes, appartiendra à la Marine nationale.

André Gempp devant les plans du bathyscaphe FNRS-3, entouré du commandant Houot (à gauche) et de l'ingénieur Willm (à droite)

C'est à l'ingénieur de l'Armement André Gempp (futur concepteur des sous-marins de la classe Daphné et des SNLE de la classe Le Redoutable) qu'est ainsi confiée début 1951 la conception d'un nouveau submersible baptisé FNRS-3. Le professeur Piccard est nommé quant à lui conseiller technique, mais ne dirige plus le projet. Toutefois, les conditions de travail devenant de plus en plus difficiles entre la Marine nationale et lui, Auguste Piccard quitte finalement le projet dès 1952 et se rend en Italie pour concevoir son propre bathyscaphe. Pendant ce temps à  Toulon, André Gempp a l'idée d’inventer un véritable petit sous-marin d’un type totalement nouveau, long d’environ 16 mètres. Il fait envelopper la sphère de l’ancien FNRS-2 dans une structure remorquable en mer,  équipée d'ailerons stabilisateurs disposés de part et d'autre de celle-ci, dotée de réservoirs totalisant près de 80 mètres cubes d'essence, possédant sur le pont un kiosque (appelé « baignoire ») relié à la sphère par un puits d'accès appelé « sas ». Ce sas fait office également de ballast puisqu’il peut être rempli d’eau pour aider à la descente du bathyscaphe dans les profondeurs.
À l'été 1952, alors que les plans du FNRS-3 sont achevés par André Gempp, celui-ci est affecté à Saïgon pour l’entretien opérationnel de la flotte navale française d’Indochine. C'est à l'adjoint d'André Gempp, l'ingénieur du génie maritime Pierre Willm, qu'il revient donc de mener à son terme le projet du FNRS-3 dont la construction commence à peine et pour lequel il ne reste plus à finaliser que quelques détails techniques secondaires.
En juin 1953 le FNRS-3, le premier bathyscaphe opérationnel de l’histoire maritime, est mis à l’eau. Georges Houot (nommé commandant et pilote du bathyscaphe) et Pierre Willm (ingénieur) commencent les essais du FNRS-3 en Méditerranée. Le FNRS-3 atteignit, à vide, 500 mètres le 23 juillet 1953, et 1 500 mètres le 5 août. Puis avec son équipage : 750 mètres le 6 août ; 1 550 mètres le 12 août ; 2 100 mètres le 14 août. Le 15 février 1954, au large de Dakar (Sénégal), le FNRS-3 atteint avec son équipage 4 050 mètres ce qui constitue alors un record mondial. Ce record tiendra six ans avant d'être détrôné en 1960 par le bathyscaphe de Piccard, le Trieste, que l’US Navy américaine a fini par acquérir en 1958 et qu’elle a modernisé à grands frais, lui permettant ainsi d’atteindre 10 900 mètres dans la fosse des Mariannes.
Durant les années 1954-1957, le FNRS-3 multiplie les plongées d'explorations en Méditerranée. Il se rend également au Portugal en 1956 et au Japon en 1958. Il effectue ses dernières plongées en 1961. Au total, il aura effectué 80 plongées dont 57 au bénéfice de la recherche scientifique. Il est remplacé par un nouveau bathyscaphe : l'Archimède, en service dans la Marine nationale de 1961 à 1975.

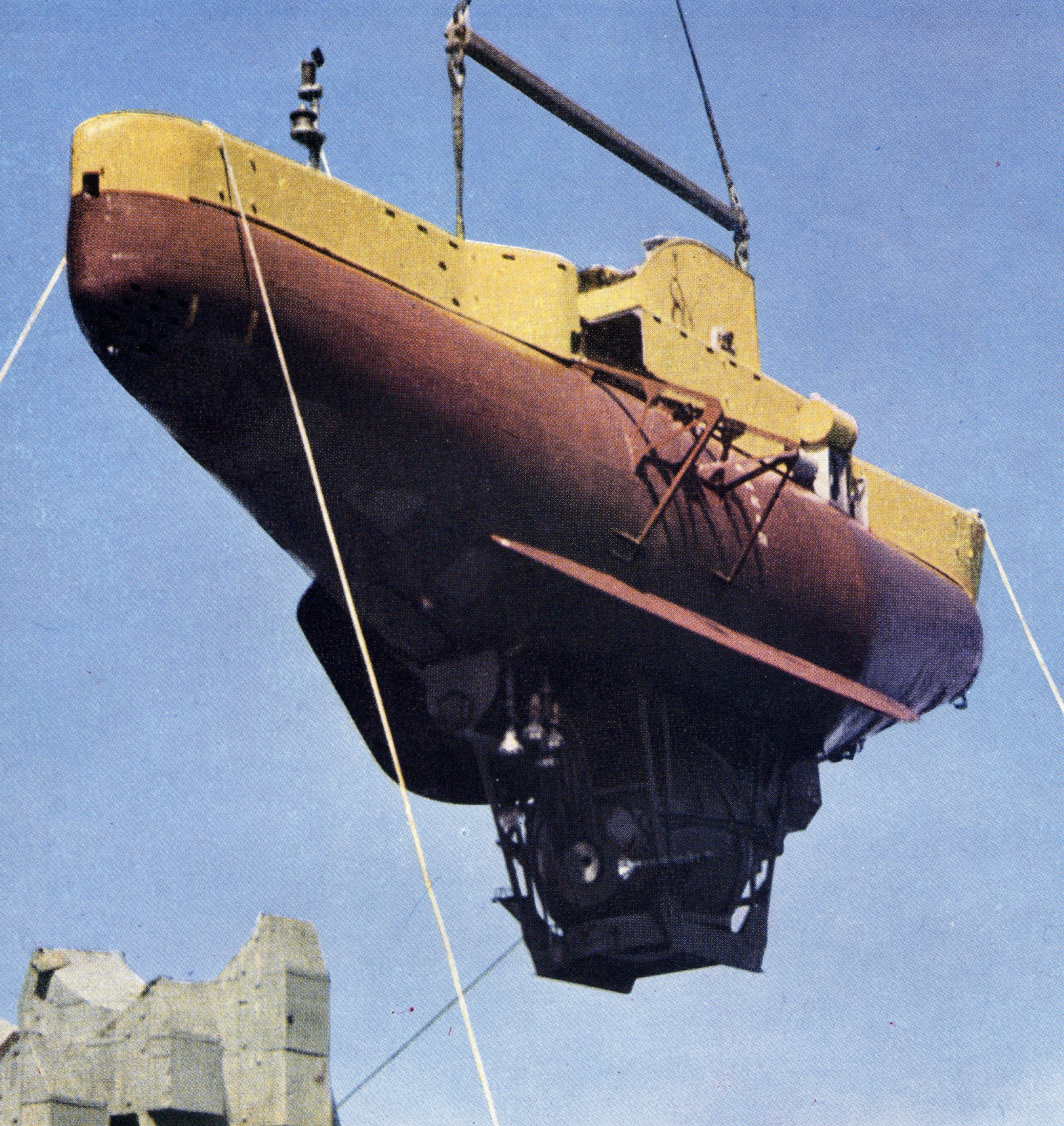
La mise à l'eau du bathyscaphe FNRS-3.
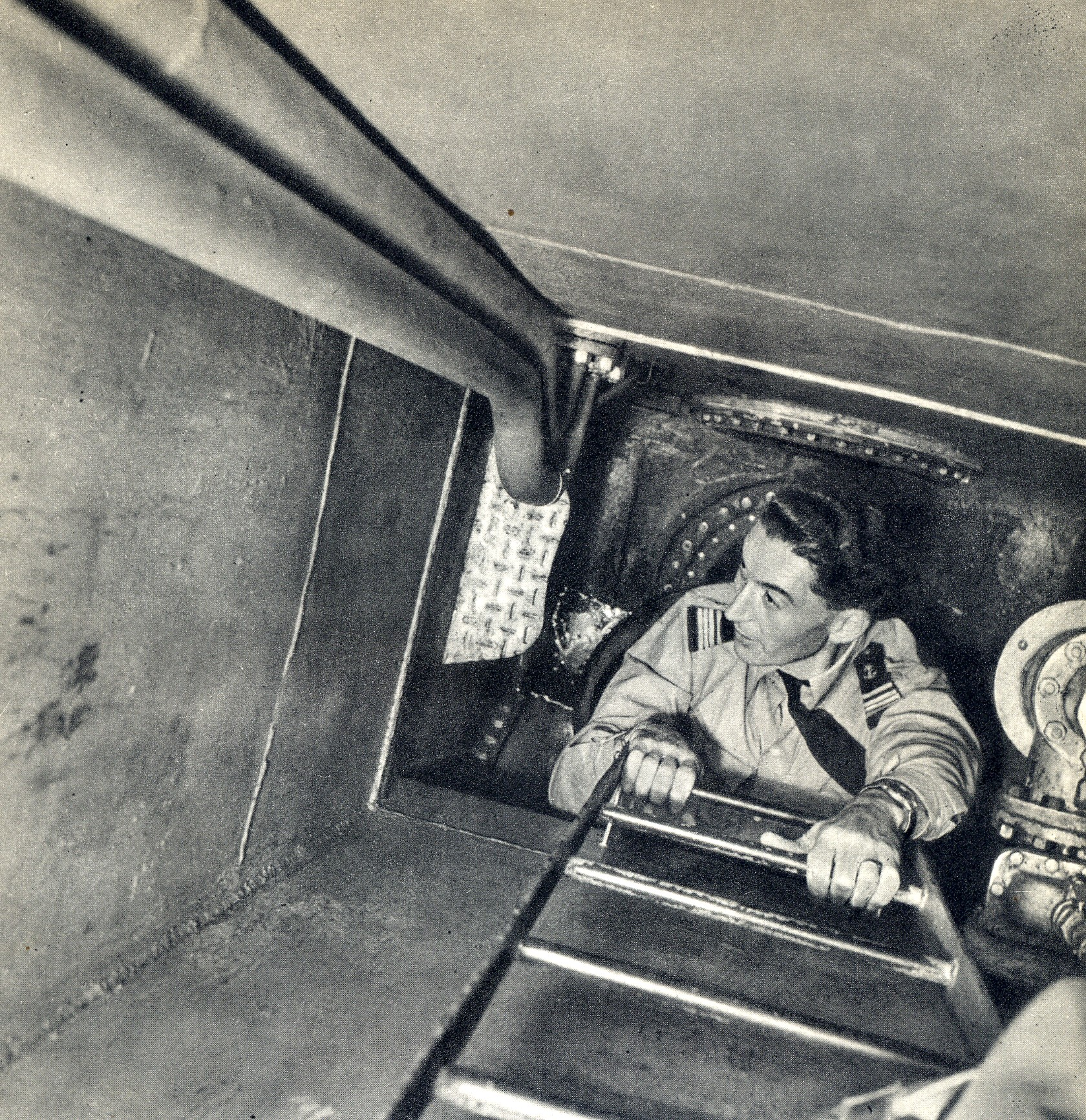
Le commandant Georges Houot descend dans la sphère.
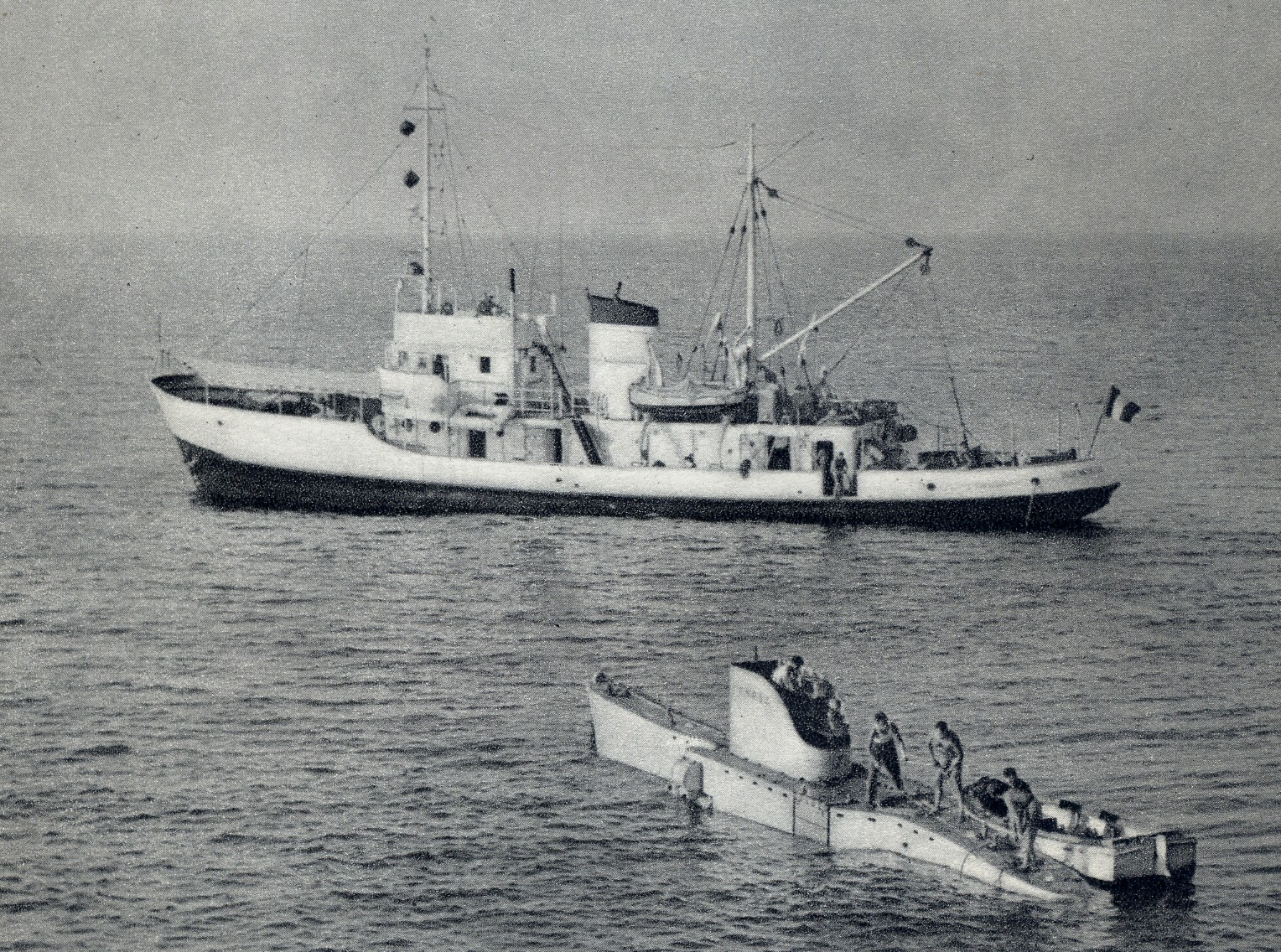
Le FNRS 3 et l'aviso Elie Monnier.
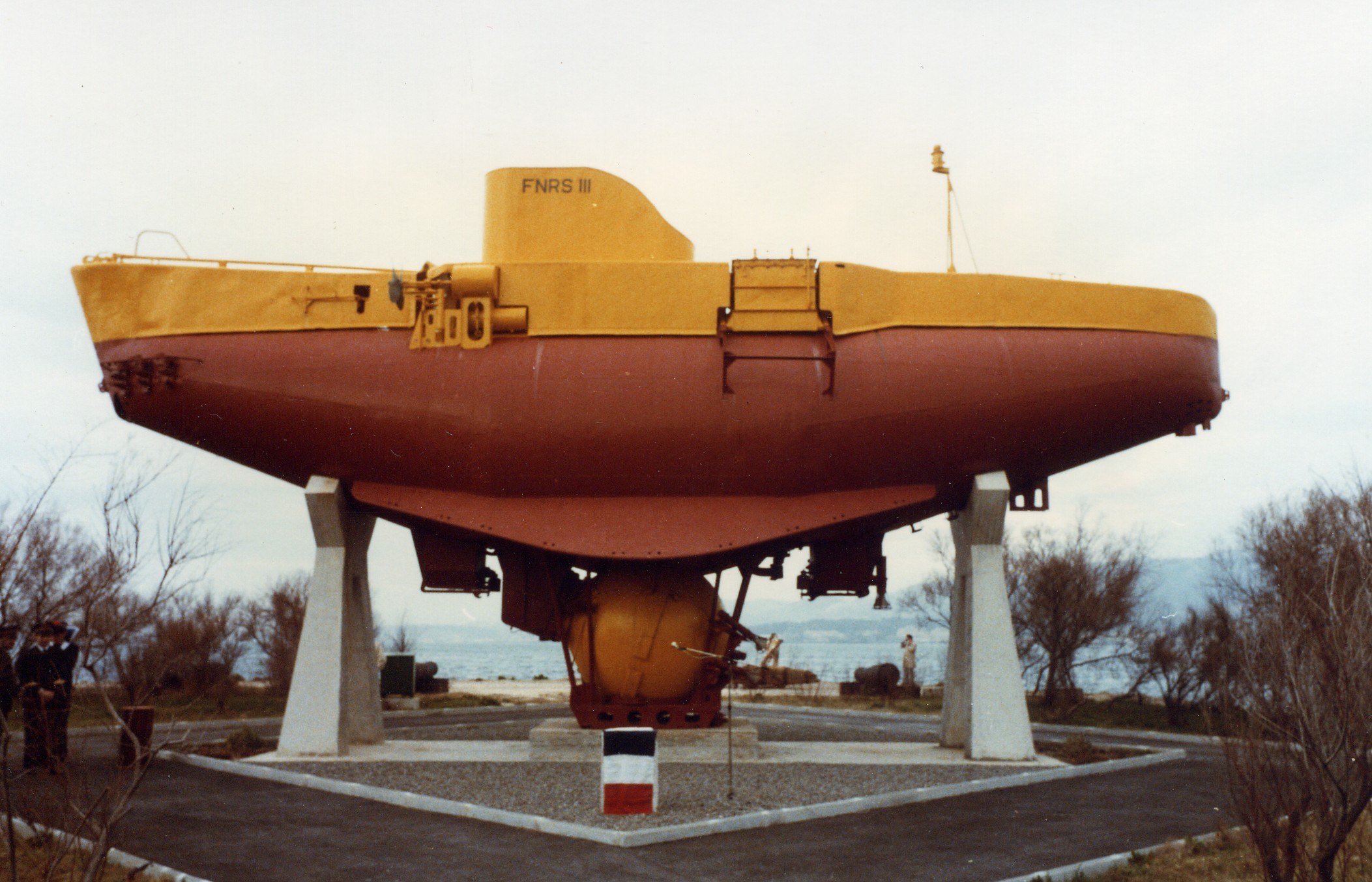
Le FNRS 3 côté bâbord au Mourillon, à Toulon.
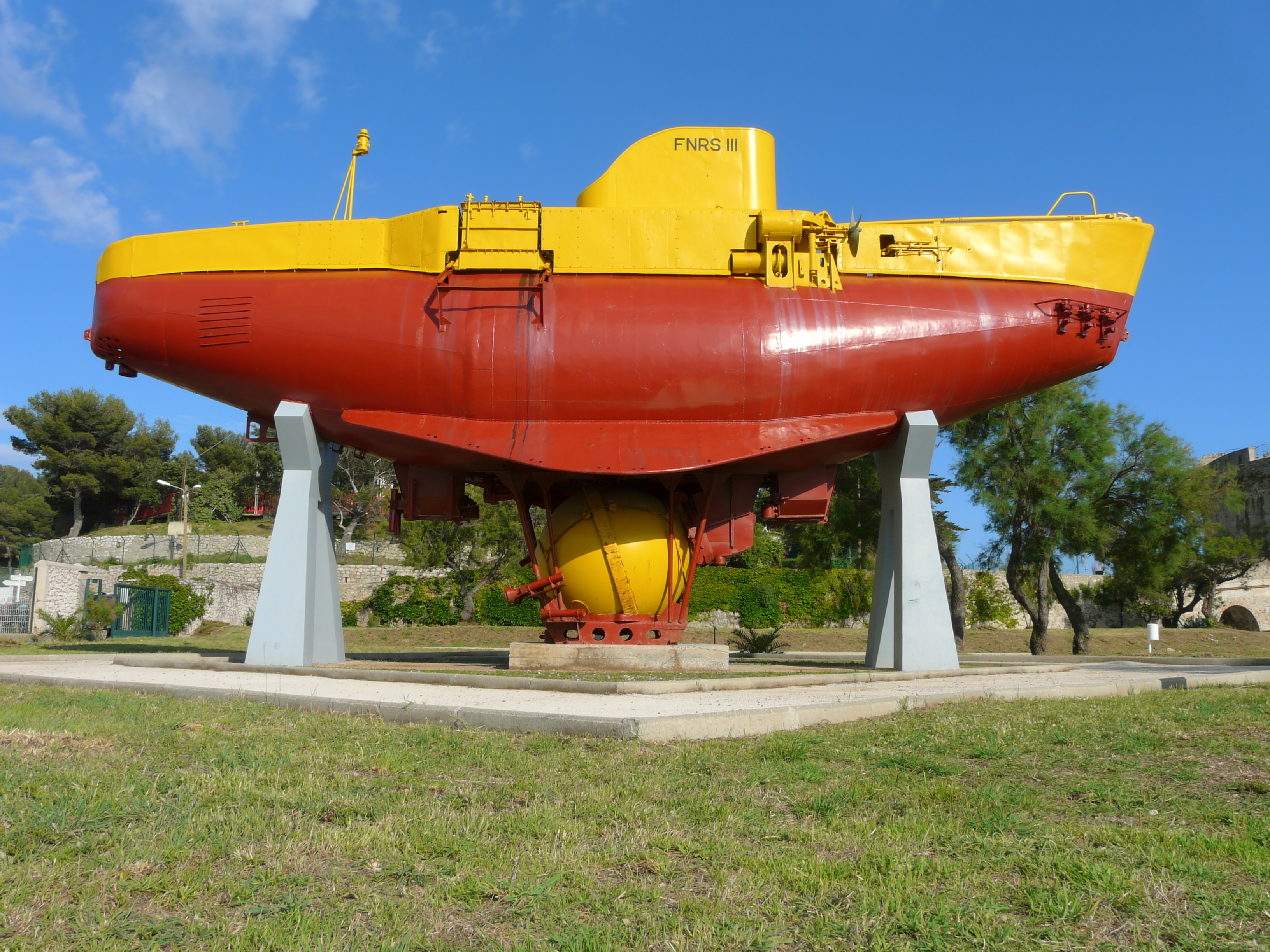
Le FNRS 3 côté tribord, à Toulon.
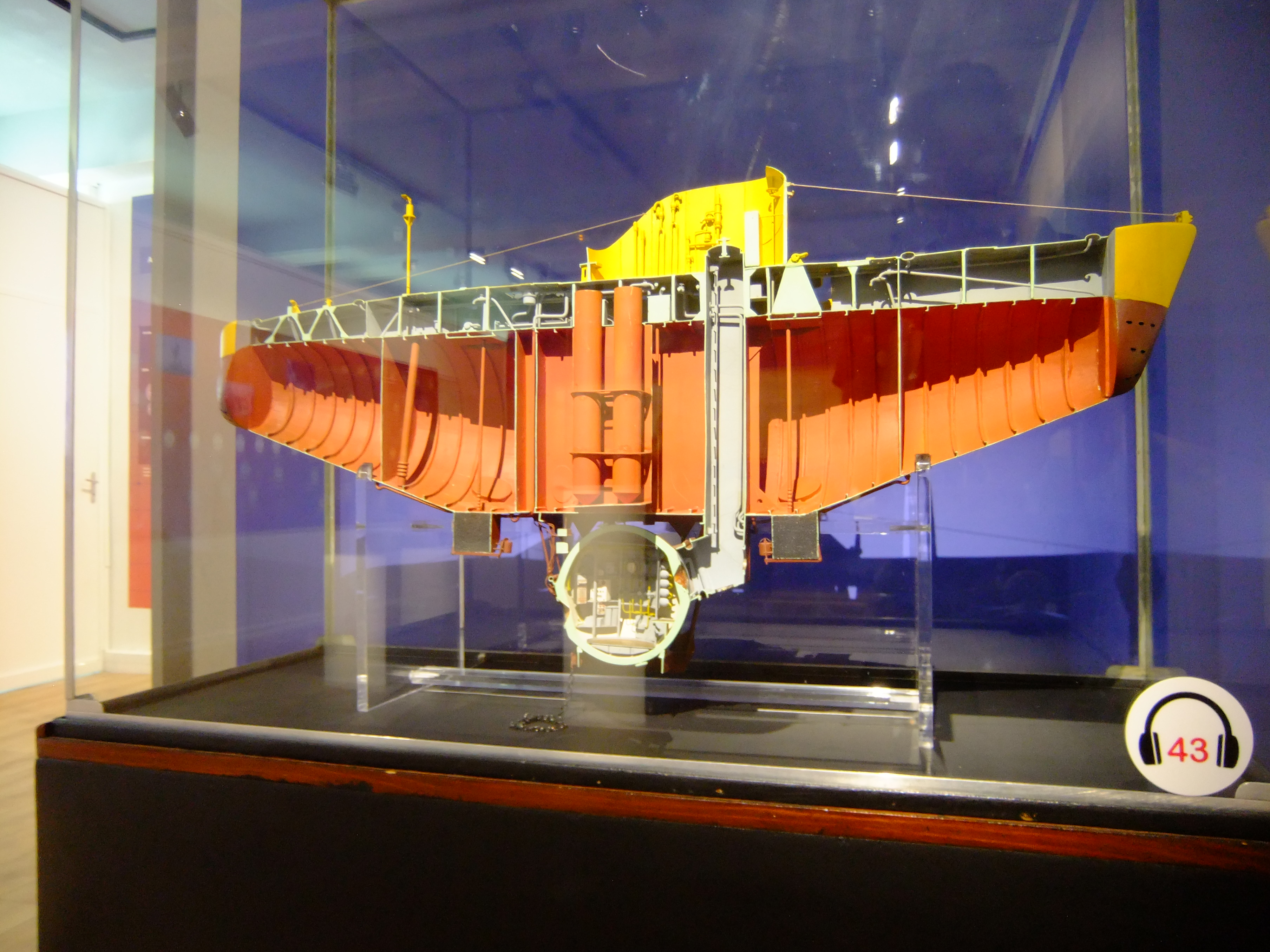
Coupe longitudinale du FNRS 3.

Le FNRS-3 conçu par André Gempp fut le premier bathyscaphe opérationnel de l'histoire sous-marine et il a permis aux scientifiques de descendre à grande profondeur pour y effectuer leurs recherches alors que jusque-là ils ne pouvaient opérer que depuis la surface.

### LeTrieste

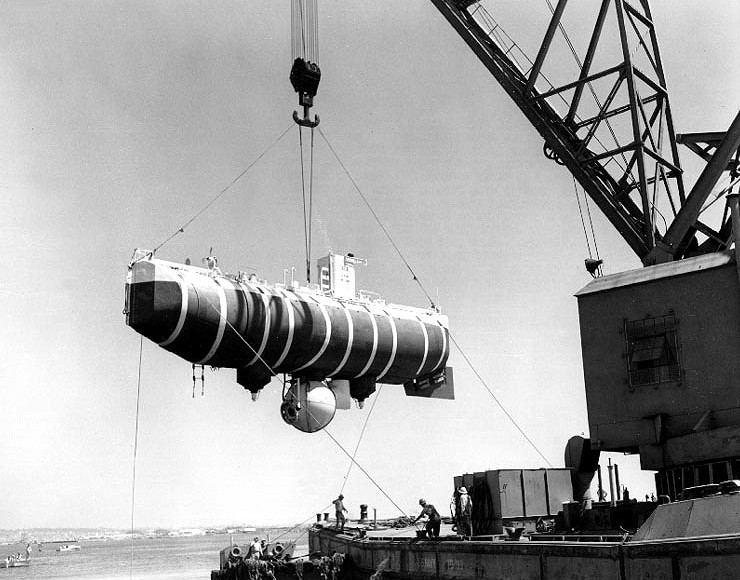
Manœuvre.
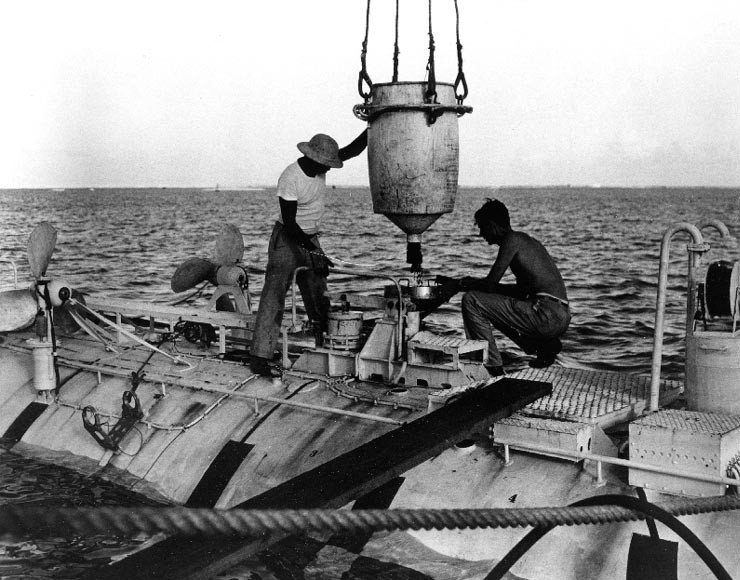
Remplissage des silos de grenaille.
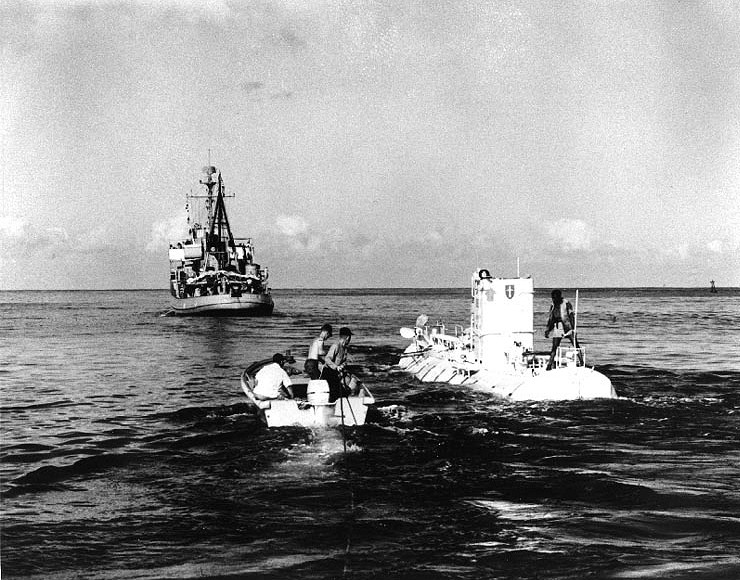
Dernières vérifications avant la plongée.

Le professeur Piccard travaille sur le projet FNRS 3 lorsqu'en 1952, il reçoit d'industriels italiens la proposition de construire un autre bathyscaphe. L'incompréhension grandissante qui s'était installée entre la Marine nationale française et le professeur, le décide à accepter. Auguste Piccard dirige la construction d'un nouveau submersible qui est baptisé Trieste en l'honneur de la ville italienne qui accueille le projet. Ce bathyscaphe est financé par l'Italie et la Suisse.
La sphère, de forme identique à celle du FNRS 2, est forgée aux aciéries de la « Società per l'Industria e l'Elettricità » à Terni (Italie). Le flotteur en acier doux est construit par les « Cantieri Riuniti dell' Adriaco » à Trieste. Il est de forme cylindrique avec des étraves aux extrémités. Sa longueur est de 15,10 mètres et son diamètre est de 3,50 mètres. Ses treize réservoirs, dont un de largage, peuvent contenir 110 mètres cubes d'essence. Les étraves servent de caissons à air pour améliorer la flottabilité en surface. La coque extérieure a une épaisseur de 5 millimètres et les séparations intérieures sont en tôle ondulée de 3 millimètres. Son poids est de 15 tonnes. Le flotteur est traversé par une cheminée d'accès à la sphère qui débouche sur un kiosque cubique. Il est équipé d'une dérive et de quilles internes. L'ensemble du bathyscaphe est assemblé par la « Navalmeccanica » à Castellammare di Stabia (Italie).
Les premiers essais sont réalisés avec l'aide de la Marina militare italienne durant l'été 1953. Une première plongée profonde emmène Auguste Piccard et son fils Jacques à 1 080 mètres. Quelques jours plus tard, le 30 septembre 1953, le Trieste atteint 3 050 mètres au large de l'île de Ponza. C'est la dernière plongée du professeur qui désormais laissera le pilotage du bathyscaphe à son fils. Pendant les années 1954 et 1955, les Piccard améliorent le submersible mais faute de moyens, aucune plongée profonde ne sera effectuée. En 1956, des fonds suisses et l'aide de la Marine nationale italienne permettent de reprendre les plongées profondes. C'est à cette époque que l'US Navy commence à s'intéresser au Trieste. Une convention est signée avec l'ONR (Office of Naval Research, USA) pour une exploitation commune du bathyscaphe pour la saison 1957. À l'issue de cette fructueuse campagne, un nouvel accord est signé en 1958. Le Trieste est transféré à la Marine américaine et Jacques Piccard conserve un contrôle sur les plongées. Chargé sur un cargo, le bathyscaphe gagne San Diego en Californie. En 1959, le Trieste effectue quelques plongées mais surtout est modifié en vue d'une plongée dans la fosse des Mariannes.
L'objectif étant d'atteindre 11 000 mètres de profondeur, l'élément essentiel à changer est la sphère Terni. Une nouvelle sphère est fabriquée par Krupp. Ne pouvant tourner deux hémisphères, la firme allemande forge la sphère en trois pièces : un anneau et deux calottes. Elle pèse 13 tonnes. Son épaisseur est de 12 centimètres renforcée à 18 centimètres autour des hublots. Le diamètre intérieur est de 1,94 mètre. Son aménagement est réalisé par les « Ateliers de Constructions Mécaniques » de Vevey (Suisse). Pour compenser le poids de la nouvelle cabine et du lest supplémentaire, le flotteur est allongé à 17,60 mètres, ce qui porte le volume d'essence à près de 130 mètres cubes.

#### Plongée historique du23 janvier 1960: fosse des Mariannes,−10 916 mètres

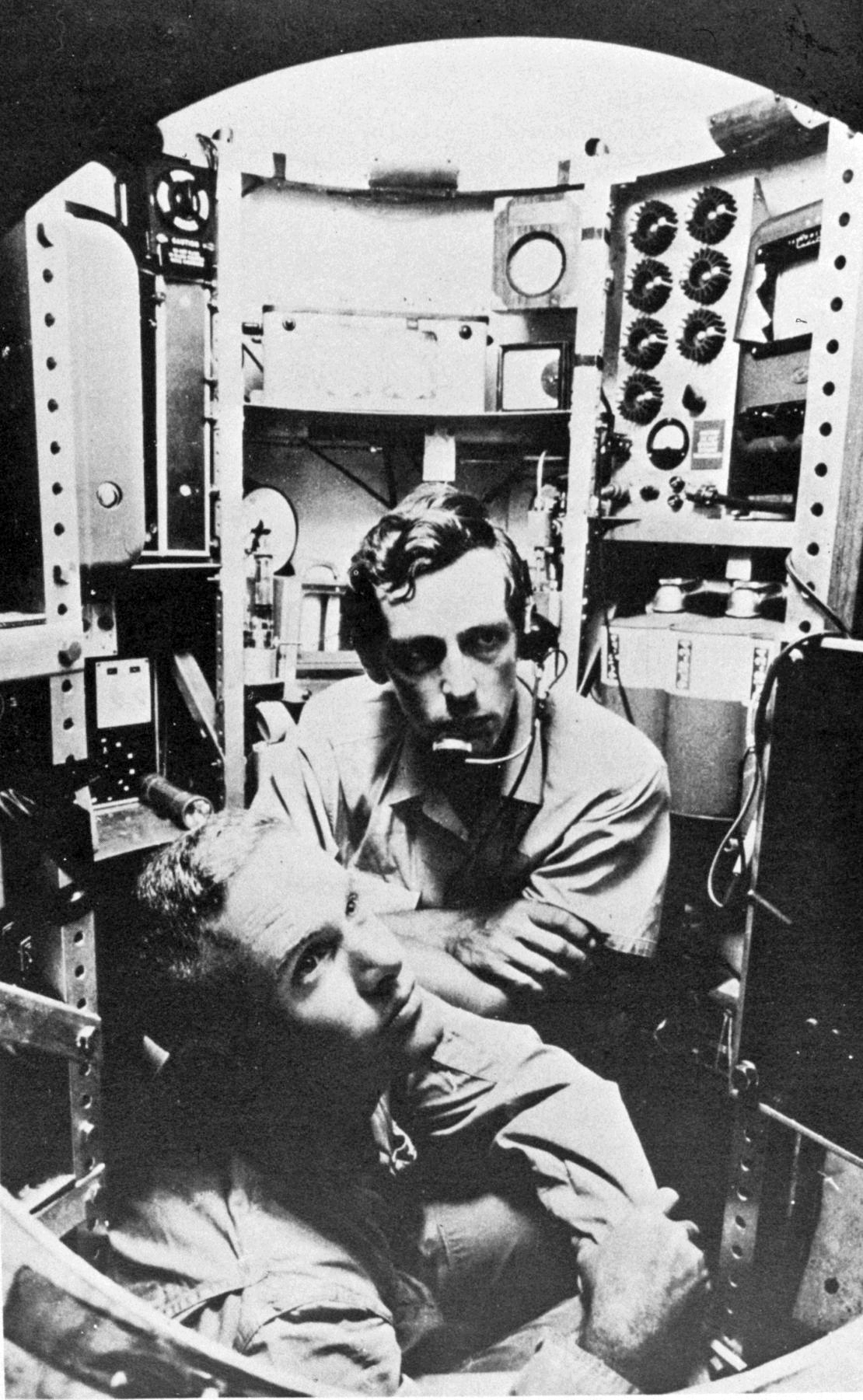
Jacques Piccard (de face) et Don Walsh (en bas) à bord du Trieste.

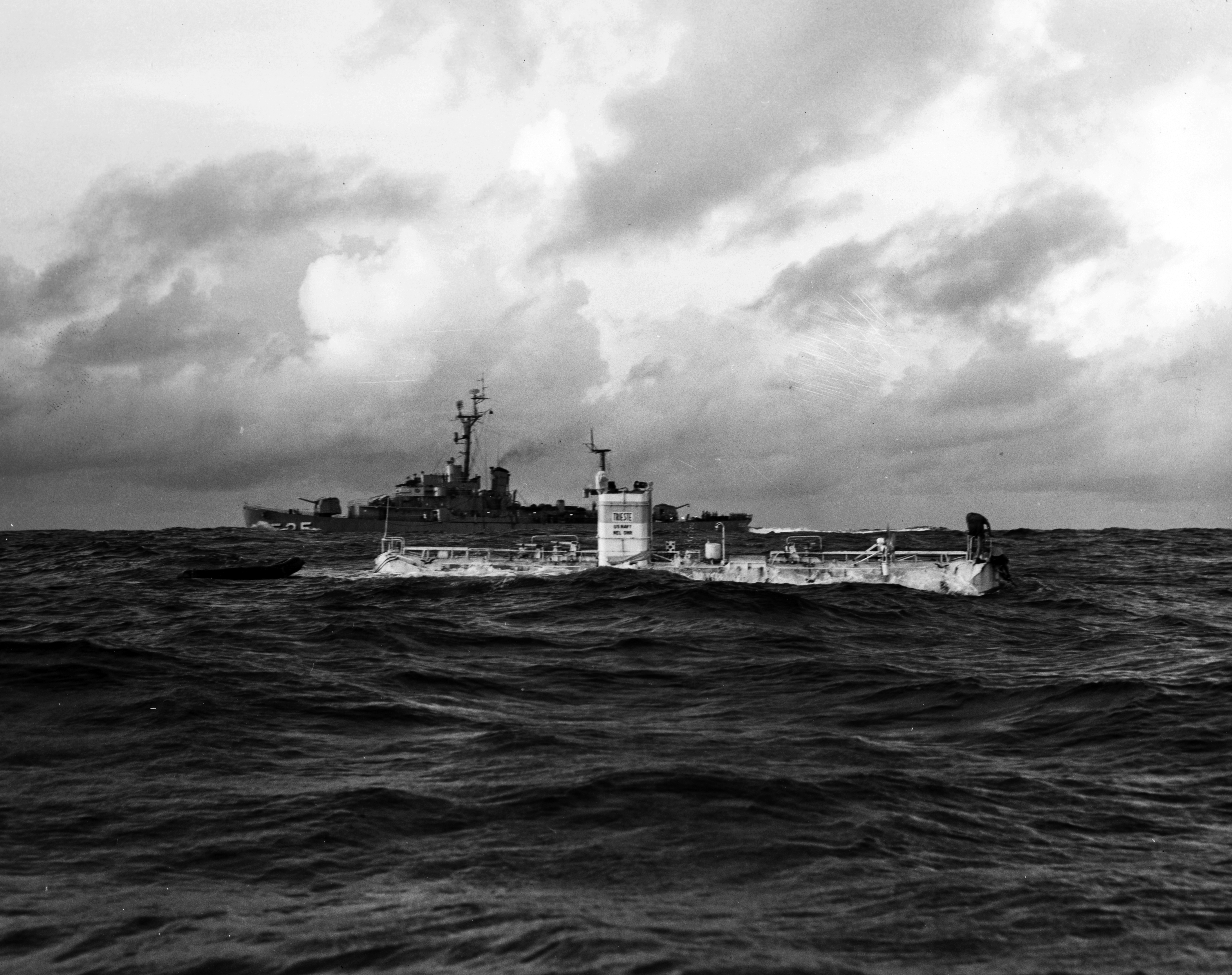
Le Trieste au-dessus de la fosse des Mariannes

En octobre 1959, le bathyscaphe Trieste équipé de sa nouvelle sphère, est transporté par cargo sur la base navale de Guam proche de la fosse des Mariannes. Les essais le conduisent à des profondeurs records de 5 530  et   7 025 mètres. Malgré le déplacement d'une des calottes, le Trieste réparé est jugé apte à plonger. Remorqué pendant quatre jours jusqu'au site de Challenger Deep, une dépression de sept kilomètres sur deux qui est connue pour être probablement l'endroit le plus profond du globe, le Trieste est rapidement préparé par Jacques Piccard et le lieutenant Don Walsh. Le 23 janvier 1960 à 8 h 23, le bathyscaphe quitte la surface, hésite sur les thermoclines à faible profondeur puis descend à la vitesse d'un mètre par seconde. Les courants, donc la dérive, sont inconnus. Par sécurité, la vitesse est réduite à 60 centimètres par seconde à huit mille mètres, puis à 30 centimètres par seconde au-dessous de neuf mille mètres. À 13 h 6, le Trieste se pose sur le fond de la fosse des Mariannes. La pression est de 1 156 atmosphères ; le calcul donne une profondeur de 10 916 mètres à plus ou moins cinquante mètres. Un poisson passe devant le hublot. Cela confirme qu'une vie évoluée existe au plus profond des océans. Jacques Piccard et Don Walsh, les deux hommes les plus profonds du monde, observent et réalisent le programme d'expériences prévu. Une demi-heure plus tard, en larguant de la grenaille, l'équipage amorce la remontée. La vitesse augmente progressivement pour atteindre 1,5 mètre par seconde. À 16 h 56, le Trieste est de retour en surface.
Après ces records de plongées, le Trieste est rééquipé de la sphère Terni, le condamnant à ne plus dépasser 4 000 mètres. Il participe à la recherche du sous-marin nucléaire américain USS Thresher (SSN-593) coulé dans l'Atlantique nord, puis est désarmé en septembre 1963 pour laisser la place au Trieste II.

### L'Archimède
Pour les articles homonymes, voir Archimède (homonymie).

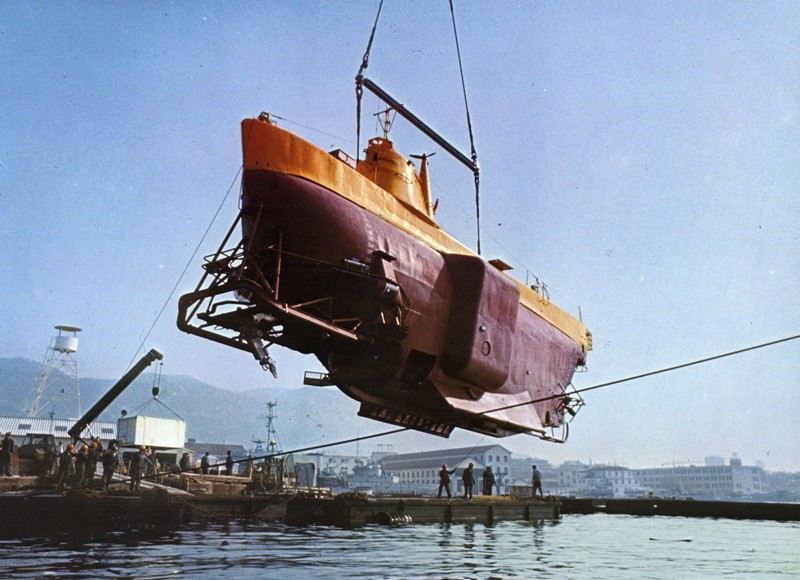
La mise à l'eau le 28 juillet 1961.

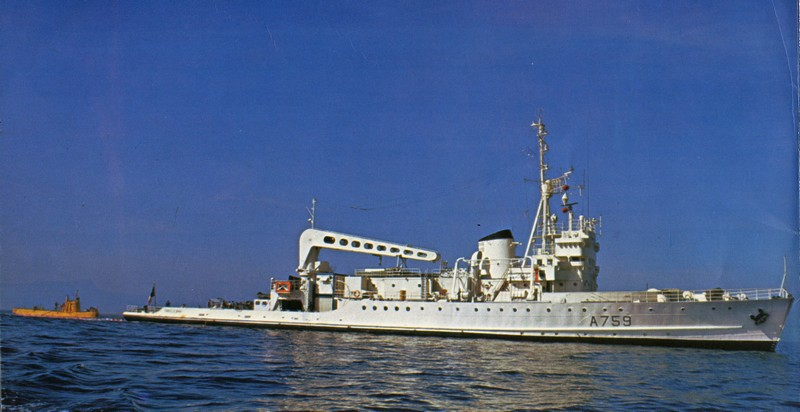
Archimède et le Marcel Le Bihan.

La réussite et la fiabilité du FNRS 3 conçu par André Gempp ainsi que l'intérêt porté par les scientifiques à l'étude des fonds marins profonds amènent le commandant Georges Houot et l'ingénieur du génie maritime Pierre Willm à envisager dès 1955 la construction d'un nouvel appareil : il devra être capable d'atteindre les fonds les plus profonds de la planète (11 000 mètres dans la fosse des Mariannes, Pacifique), d'être plus manœuvrant afin d'être remorqué plus facilement et d'offrir plus d'espace pour les scientifiques.
En novembre 1955, les membres du comité du bathyscaphe émettent le vœu que cet engin soit construit. La Marine demande alors à Willm et Houot de faire l'étude d'un avant-projet et de chiffrer le coût de la construction. En 1958, l'argent nécessaire ayant été réuni (avec participation de la Belgique grâce au Professeur Dubuisson), la construction est lancée à Toulon.
Le nouveau bathyscaphe, initialement nommé B 11 000 (B pour Bathyscaphe)  car il pouvait atteindre des fonds de 11 000 mètres, est finalement baptisé "Archimède" et mis à l'eau le 28 juillet 1961.
Ses caractéristiques sont les suivantes : longueur 22,1 mètres, largeur 5 mètres, hauteur 8 mètres ; la sphère a un diamètre intérieur de 2,10 mètres, une épaisseur de 15 centimètres et comporte 3 hublots, le flotteur comporte 20 réservoirs d'essence (171 000 litres) et un réservoir d'essence largable (3 700 litres).
La gabarre de mer de la marine nationale Marcel Le Bihan assure la mise en œuvre et le soutien de l’Archimède.
Le commandant Houot commande ce que l'on appelle désormais le « groupe des bathyscaphes ».
Après des essais satisfaisants en Méditerranée, se pose alors le choix de la fosse marine pour tester l'appareil aux grandes profondeurs. Pour des raisons budgétaires et politiques, il se porte sur la fosse des Kouriles, au nord du Japon. En effet, un navire océanographique soviétique y avait détecté des fonds de 10 500 mètres (en réalité on constatera que la profondeur ne dépasse pas 9 500 mètres).
Le 15 juillet 1962 Houot et Willm effectuent la première plongée à grande profondeur de l’Archimède. Ils touchent le fond à 9 200 mètres et y restent 3 heures.
Dans les jours suivants ont lieu d'autres plongées d'essais dont une permit d'atteindre un fond à 9 500 mètres.
Désormais l’Archimède est opérationnel et il peut alors être régulièrement utilisé pour des travaux de recherche scientifique.

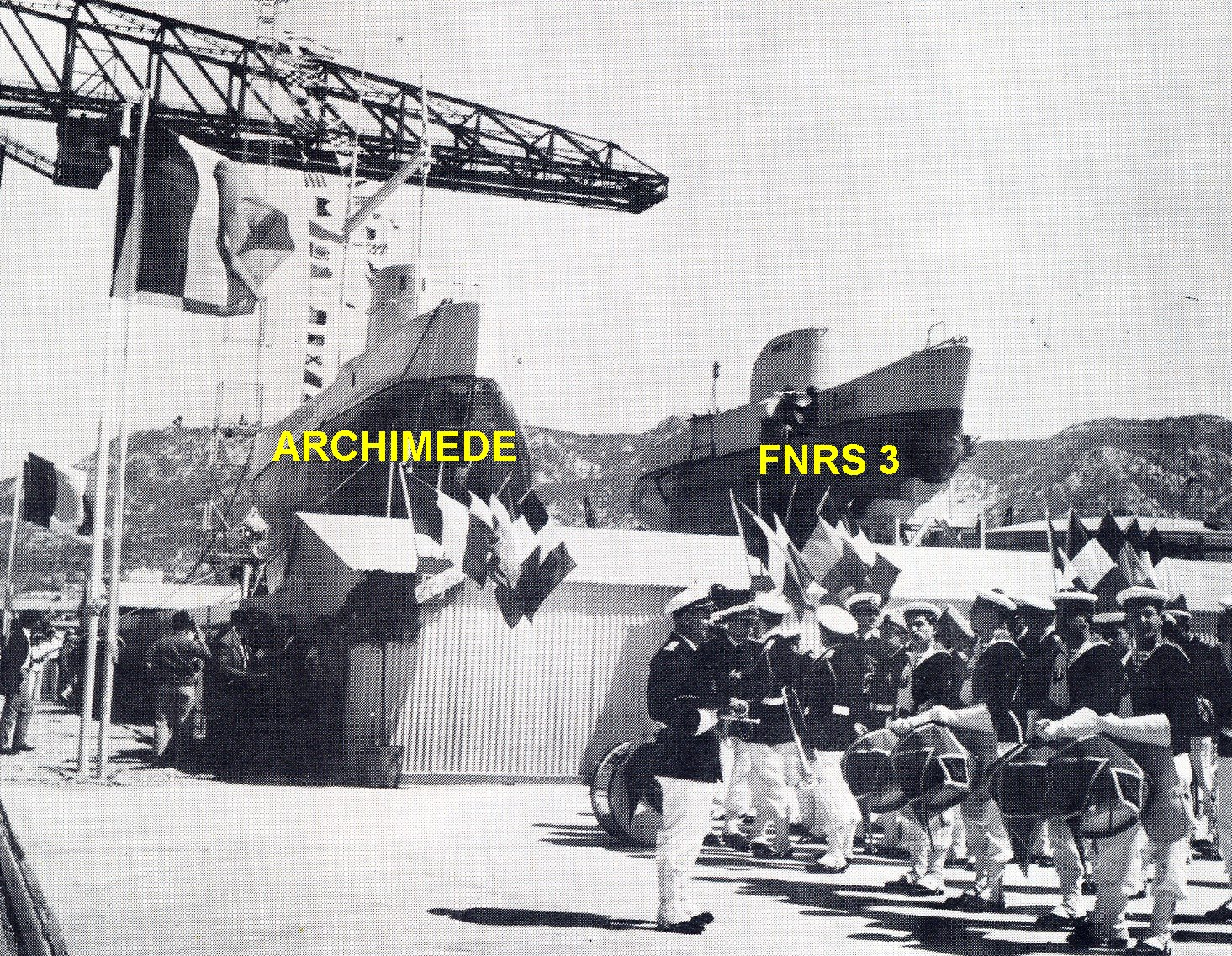
Le baptême de l’Archimède, le 28 juillet 1961.
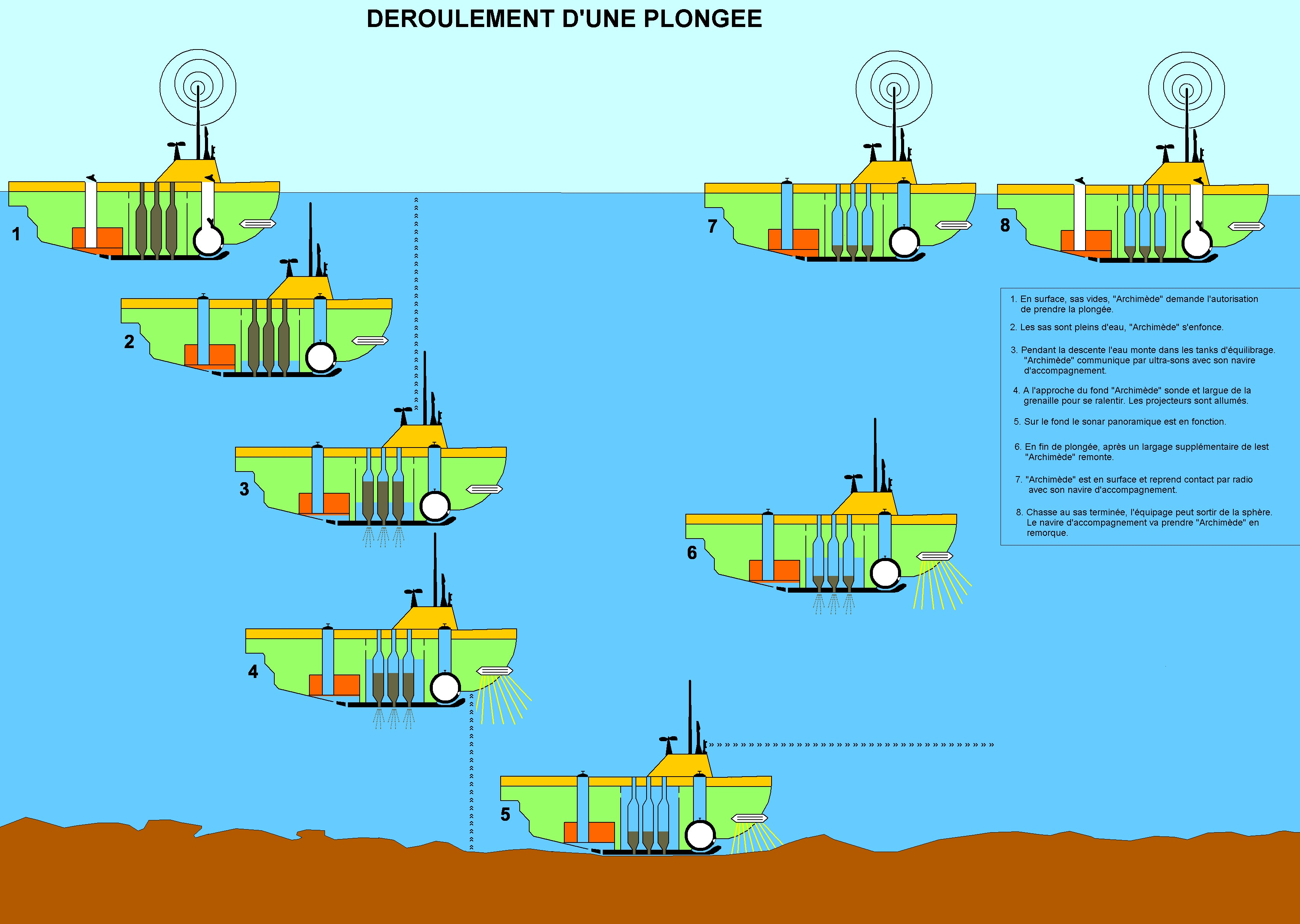
Le déroulement d'une plongée.
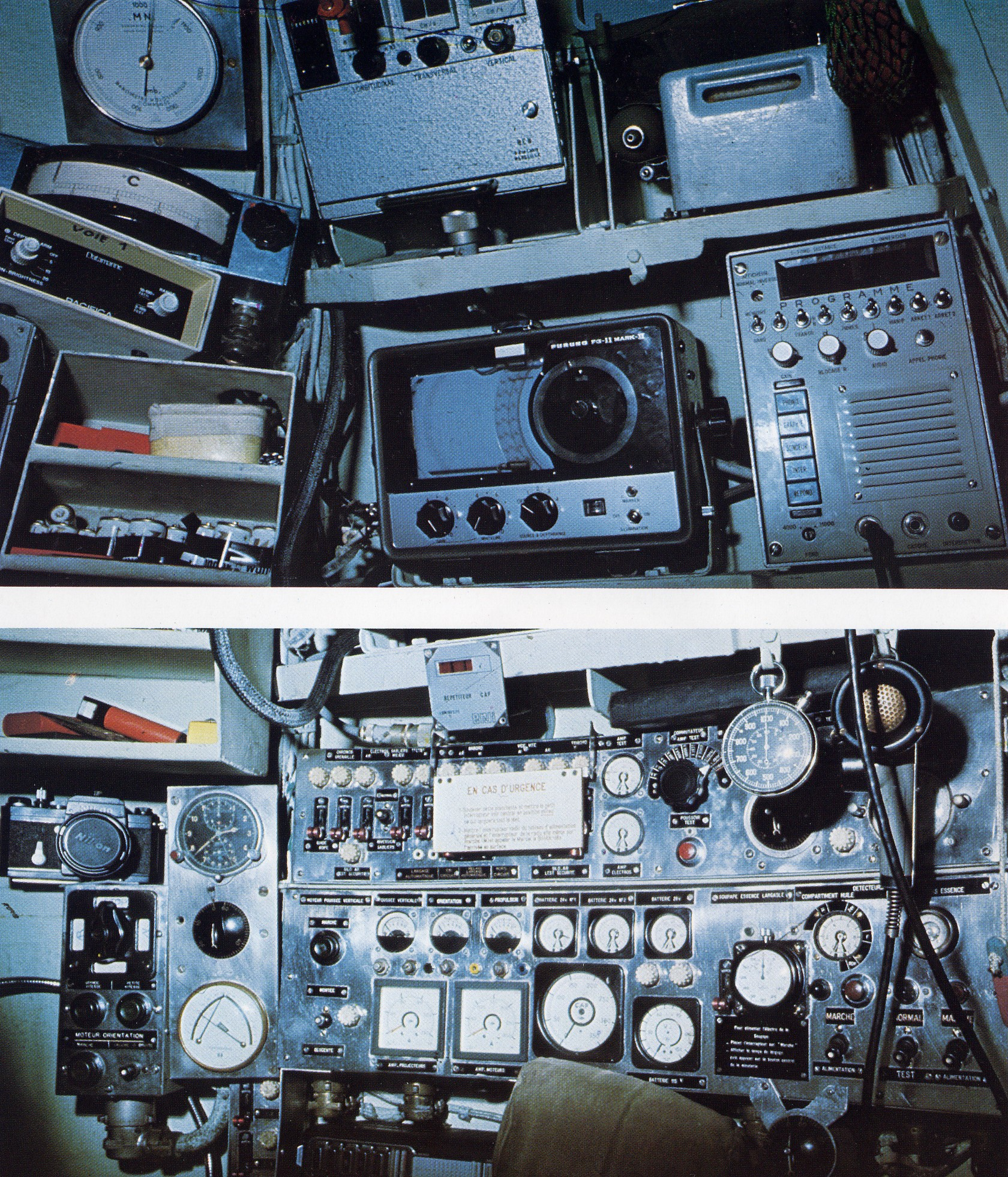
Quelques instruments de pilotage dans la sphère.
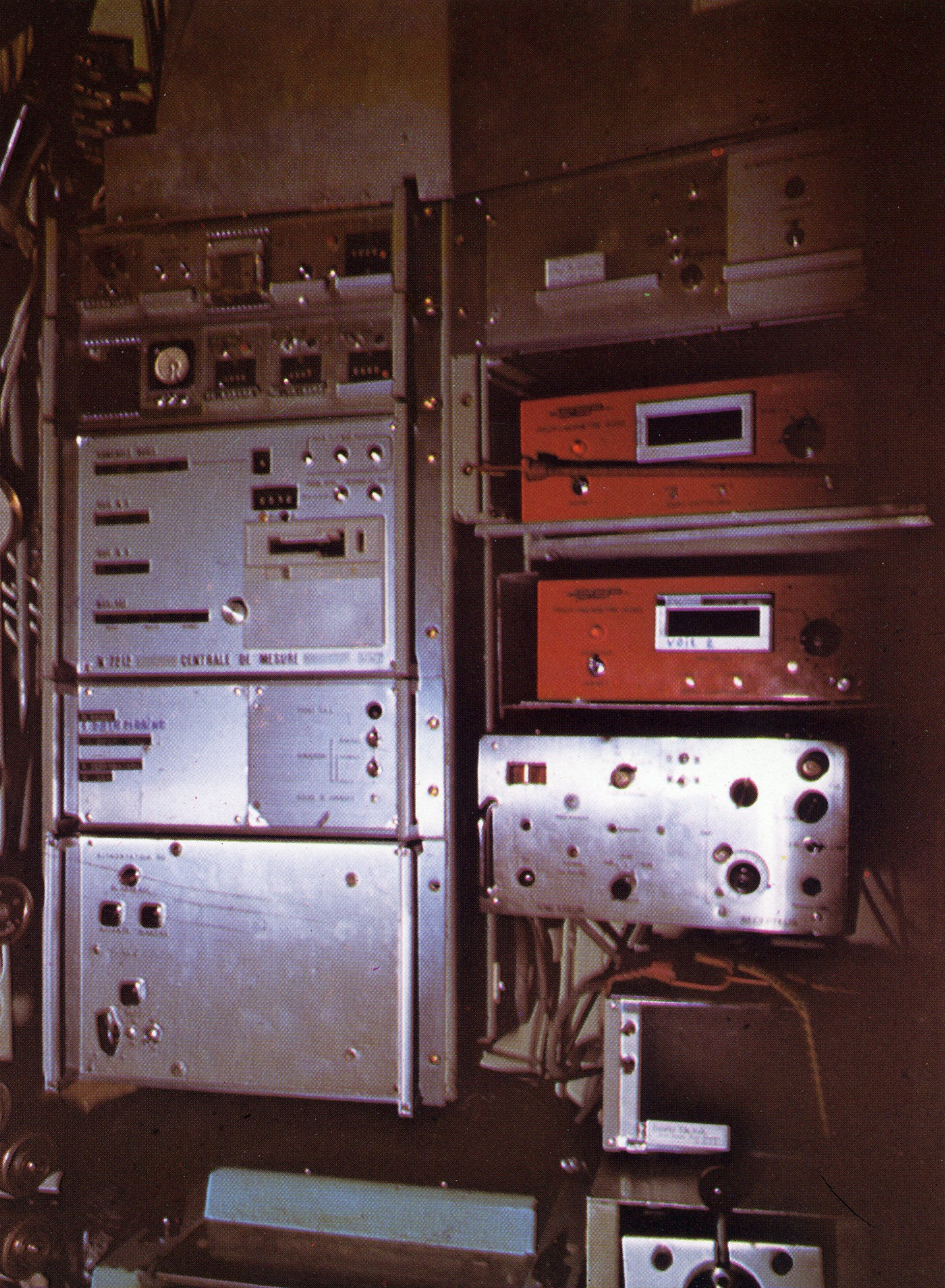
Quelques instruments scientifiques dans la sphère.
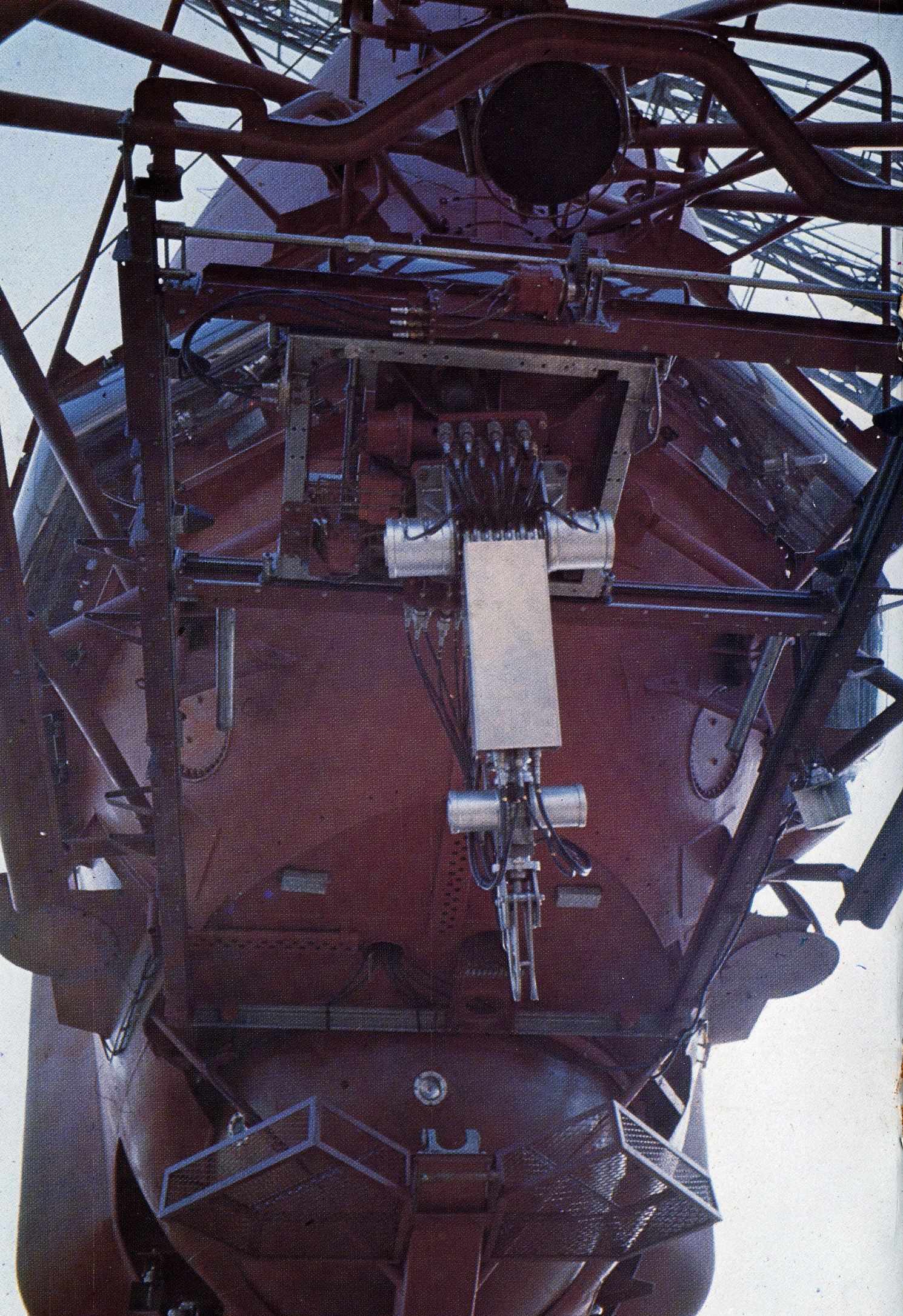
Les divers appareils extérieurs de préhension.
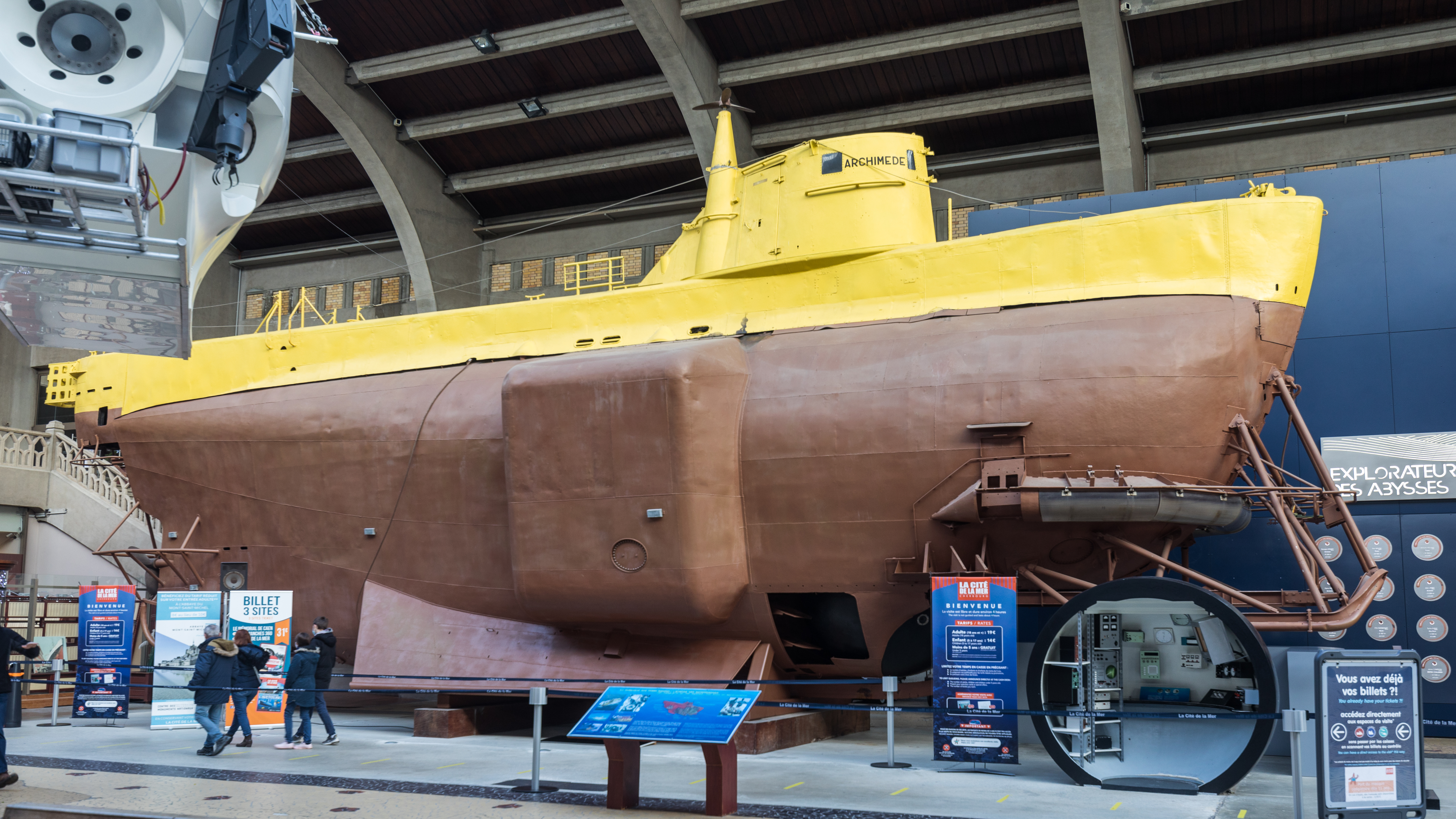
L’Archimède visible désormais à La Cité de la Mer de Cherbourg-en-Cotentin.

De 1962 à 1974 l’Archimède effectue 208 plongées opérationnelles sur les plaines abyssales et dans les grandes fosses du globe (Méditerranée, Japon, Porto Rico, Grèce, Madère et Açores). L’Archimède est d'abord piloté par le commandant Houot (65 plongées), puis par les officiers en second O'Byrne, de Froberville (qui prendra en 1970 le commandement du Groupe des bathyscaphes), de Guillebon et Harismendy). 38 chercheurs de disciplines et nationalités diverses ont pu plonger pour réaliser des programmes scientifiques.
En 1974, l'Archimède participe à l'Opération FAMOUS (French-American Mid-Ocean Undersea Study), expédition franco-américaine d'exploration géologique de la dorsale médio-atlantique
.

### LeTrieste II
Après la première campagne de plongées du Trieste sur l'épave du Tresher en 1963, un nouveau flotteur est construit en 1964 et le bathyscaphe ainsi remis à neuf mais toujours équipé de la sphère Terni est baptisé Trieste II, il rentre en service le 1er juin 1964. Les performances opérationnelles en sont toutefois si faibles qu'en 1966, la Navy décide de remplacer à la fois sphère et  flotteur. La nouvelle sphère est calculée pour descendre à 6 000 mètres. Avec un déplacement de 300 tonnes, cette nouvelle version du Trieste II en fera le plus gros bathyscaphe jamais construit. Utilisé exclusivement par la Navy pour ses besoins propres, il sera baptisé DSV-1 après le grand carénage de 1970. Il récupère entre autres en 1972 une pellicule d'un satellite-espion KH-9 à près de 5 000 m de fond. Appartenant au Submarine Development Group One (SUBDEVGRU 1) jusqu'en 1980, il sera définitivement retiré du service en 1983. Les trois versions du Trieste feront un total de 50 missions scientifiques, le reste de leur activité étant militaire.

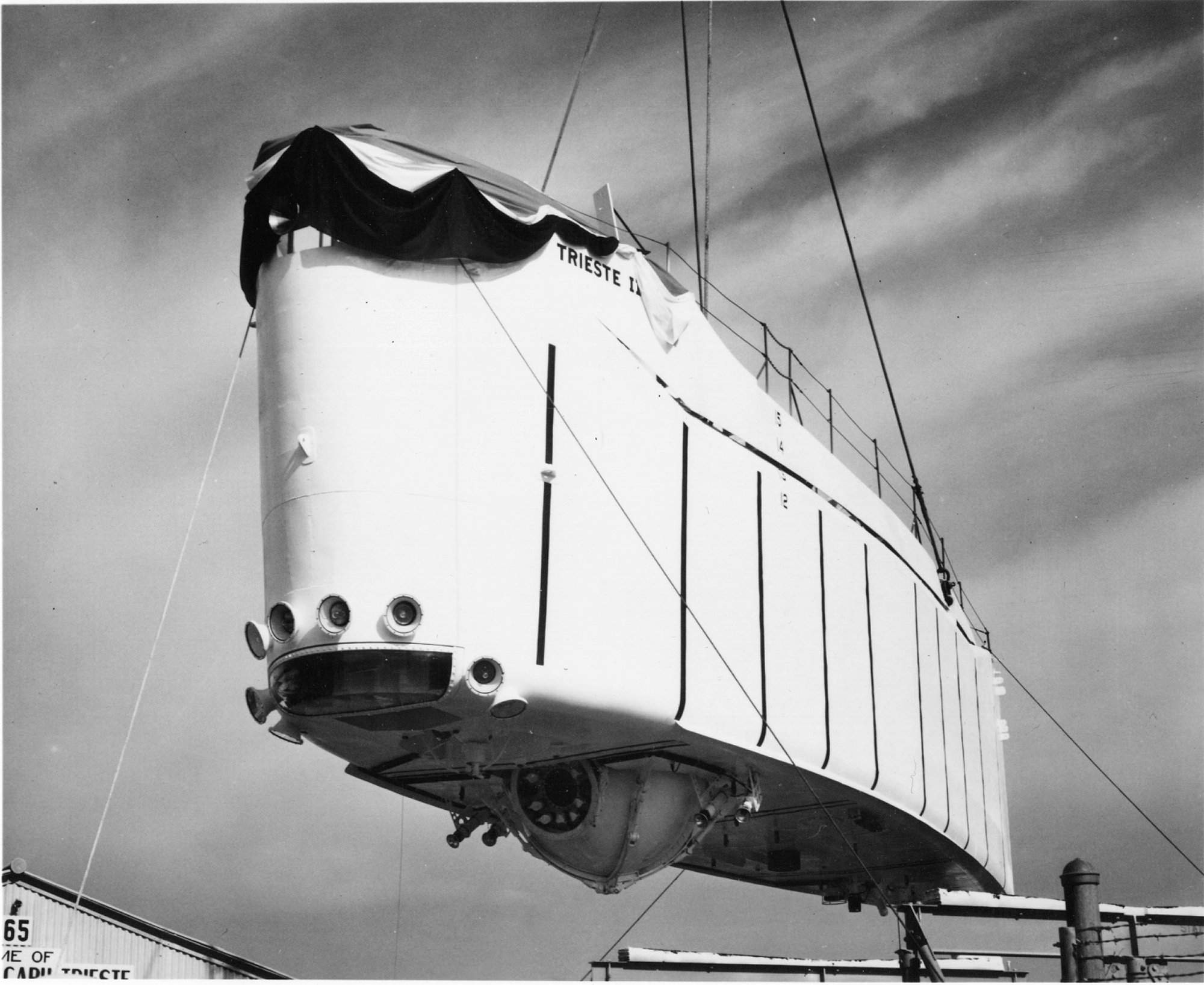
Trieste II Première version
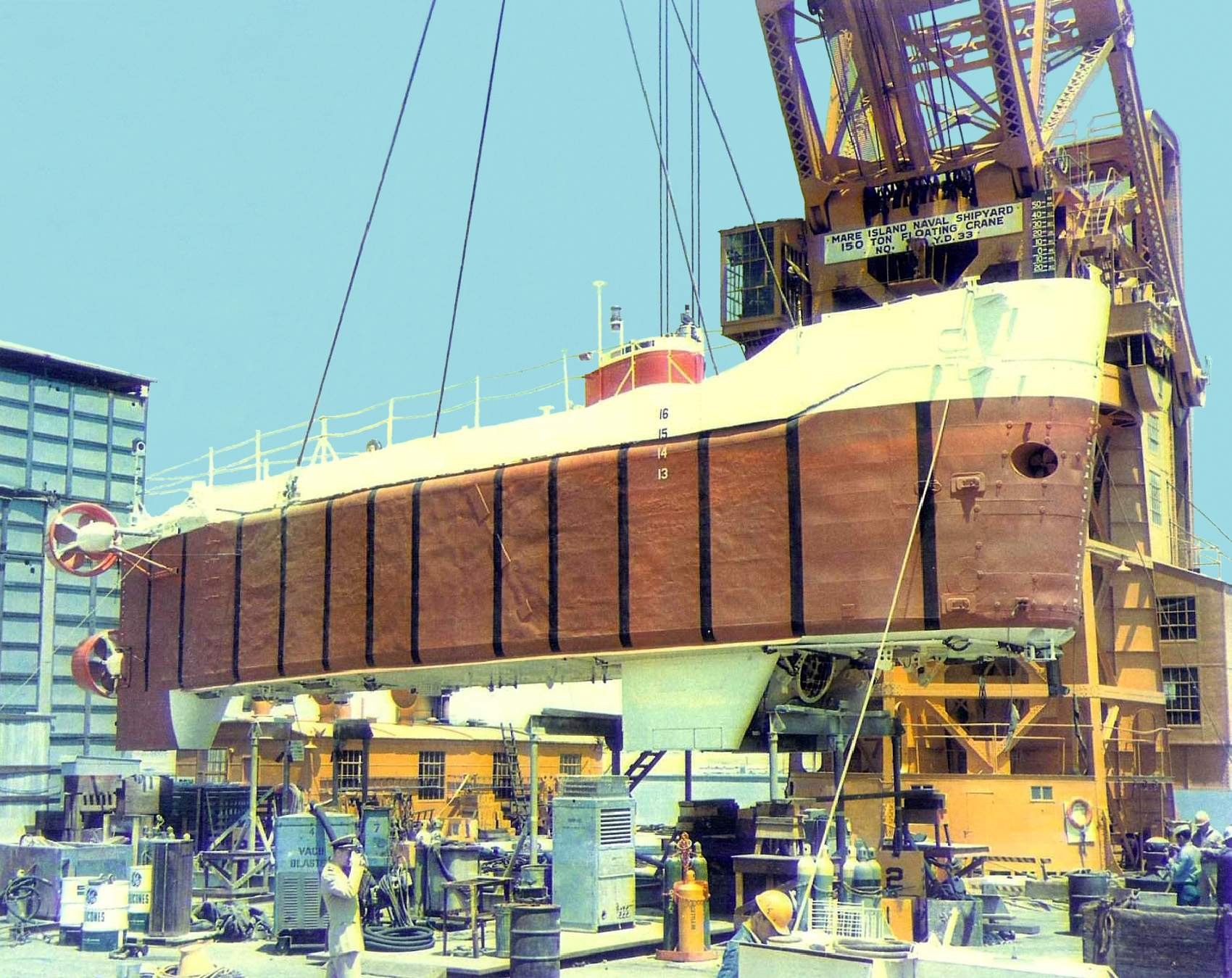
Trieste II modifié Deuxième version
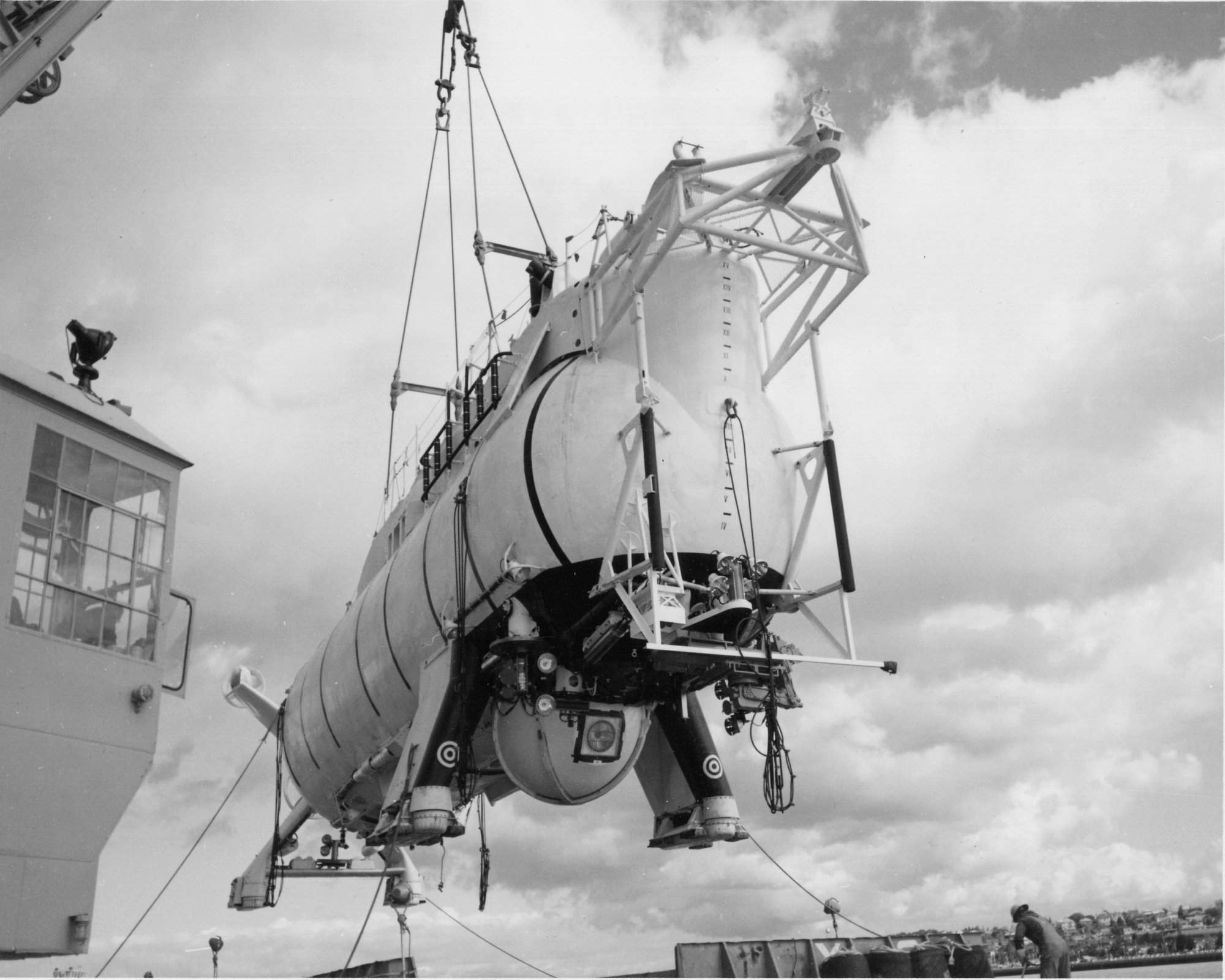
Trieste II (DSV1) Troisième version

## Lieux d'exposition
| Bathyscaphe | Musée                         | Ville                         | Pays                          | Spécificités                                                  |  |
| FNRS 2      | Ce bathyscaphe n'existe plus. | Ce bathyscaphe n'existe plus. | Ce bathyscaphe n'existe plus. |                                                               |  |
| FNRS 3      | Tour royale                   | Toulon                        | France                        |                                                               |  |
| Trieste     | U.S. Navy Museum              | Washington, DC                | USA                           | avec la sphère Krupp. La sphère Terni est exposée à proximité |  |
| Archimède   | La Cité de la Mer             | Cherbourg-en-Cotentin         | France                        |                                                               |  |
| Trieste II  | Naval Undersea Museum         | Keyport (État de Washington)  | USA                           | Dernière version avec la sphère 6 000 mètres                  |  |

## Chronologie
- Vers 1905 : Auguste Piccard, jeune étudiant suisse, a l'idée d'une invention qu'il ne nomme pas encore bathyscaphe.
- Fin des années 1930 : Auguste Piccard, devenu professeur à la faculté des sciences de l'université libre de Bruxelles a à son actif des ascensions dans la stratosphère avec le ballon F.N.R.S. (du nom du Fonds national de la recherche scientifique (Belgique) qui a financé les travaux. Le professeur commence ses travaux sur un engin d'exploration océanique à grande profondeur.
- Après une interruption due à la Seconde Guerre mondiale, le Pr Piccard reprend ses travaux avec un financement du F.N.R.S.
- 19 octobre 1948 : Première plongée d'un bathyscaphe. Le FNRS 2 descend à 25 m pour essai avec Auguste Piccard et Théodore Monod à son bord au large de l'île de Boa Vesta (Cap-Vert).
- 3 novembre 1948 : Le FNRS 2 descend en automatique et sans équipage à la profondeur de 1 380 m au large de l'île de Fogo (Cap Vert). La preuve est faite de la viabilité du bathyscaphe. Au retour, le flotteur est définitivement avarié lors du remorquage.
- 9 octobre 1950 : Une convention est signée entre le FNRS (Belgique) et la Marine nationale (France) pour la construction d'un nouveau bathyscaphe avec la sphère du FNRS 2. La convention précise que le nouvel engin portera le nom de FNRS 3 et appartiendra à la Marine Nationale après trois plongées.
- Début 1952 : Auguste Piccard reçoit d'industriels italiens la proposition de fabriquer un autre bathyscaphe. La rupture qui couvait avec la Marine Nationale française est consommée. Le Trieste sera italo-suisse.
- 2 juin 1953 : Mise à l'eau du FNRS 3.
- 1er août 1953 : Mise à l'eau du Trieste.
- 6 août 1953 : Première plongée profonde du FNRS 3. Georges Houot et Pierre Willm atteignent 750 m.
- 26 août 1953 : Première plongée profonde du Trieste. Auguste et Jacques Piccard atteignent 1 080 m au sud de l'île de Capri (Italie).
- 24 septembre 1953 : La Belgique transfère le FNRS 3 à la France.
- 30 septembre 1953 : Plongée du Trieste à 3 150 m au large de l'île de Ponza (Italie). C'est la dernière plongée du professeur Auguste Piccard à bord de son invention.
- 27 janvier 1954 : Plongée la plus profonde en automatique et sans équipage du FNRS 3 à 4 100 mètres.
- 15 février 1954 : Plongée la plus profonde avec équipage du FNRS 3 à 4 050 m (Houot et Willm).
- février 1957 : Signature entre Auguste Piccard et l'ONR (Office of Naval Research, USA) d'une convention en vue de collaborer à l'exploitation du Trieste.
- Début 1958 : Le Trieste est cédé à la marine des États-Unis, Jacques Piccard reste collaborateur.
- 9 novembre 1959 : Première plongée du Trieste modifié en vue d'atteindre 11 000 m. La sphère fabriquée par Terni (Italie) est remplacée par la sphère fabriquée par Krupp (Allemagne). Le flotteur a sa capacité augmentée.
- 21 janvier 1960 : Dernière plongée du FNRS 3. Celui-ci a effectué 93 plongées en sept ans de service. Il sera remplacé par l’Archimède.
- 23 janvier 1960 : Plongée du Trieste à 10 916 m dans la fosse des Mariannes (Challenger Deep). Jacques Piccard et Don Walsh détiennent le record de la plongée la plus profonde. À la remontée, la sphère Krupp va se déformer et devenir inutilisable. Le Trieste retrouvera la sphère Terni.
- 28 juillet 1961 : Mise à l'eau de l’Archimède.
- 24 octobre 1961 : Première plongée profonde de l’Archimède. (Houot et Willm à 600 m).
- 25 juillet 1962 : L’Archimède atteint la profondeur de 9 545 m dans la fosse des Kouriles. C'est sa plongée la plus profonde. L'équipage est composé de O'Byrne (pilote), Henri Germain Delauze et du Pr Sasaki (Japon).
- 1er septembre 1963 : Dernière plongée du Trieste.
- 13 février 1964 : Première plongée du Trieste II (première version).
- 14 août 1964 : Plongée la plus profonde du Trieste II. Il atteint 2 240 m durant la recherche d'un sous-marin nucléaire américain, le USS Thresher (SSN-593), dans l'Atlantique nord.
- 31 mars 1967 : Dernière plongée du Trieste II (première version).
- 4 avril 1968 : Première plongée du Trieste II (DSV 1) avec une nouvelle sphère "6 000" m.
- 23 juin 1973 : Plongée la plus profonde du Trieste II (DSV 1) à 6 060 m à Cayman Trench.
- 31 août 1974 : Dernière plongée de l’Archimède à l'issue de l'opération FAMOUS. Ce bathyscaphe a effectué 226 plongées en treize ans.
- 27 août 1979 : Plongée la plus longue des Trieste avec une durée de 24 heures et 44 minutes.
- 7 octobre 1983 : Dernière plongée du Trieste II (DSV 1).
- 26 mars 2012 : James Cameron atteint le fond de la fosse des Mariannes à 10 908 m[17] lors d'une plongée en solitaire à bord du sous-marin Deepsea Challenger[18].
- 13 mai 2019 :  Victor Vescovo atteint la profondeur de 10 928 m[19] lors d'une plongée avec un sous-marin.